# Pitlochry
Pitlochry, schottisch-gälisch: Baile Chloichridh oder Baile Chloichrigh, etwa: „Ort des Steinplatzes“, ist eine Gemeinde (Burgh) in Perthshire, Schottland, mit 2776 Einwohnern, am Fluss Tummel gelegen. Pitlochry ist heute im Wesentlichen ein Tourismusort und empfängt seine Gäste mit dem gälischen Gruß am Ortsrand „Ceud mìle fàilte“ – „100.000 Willkommen“.

## Geschichte
Im nahen Allean Forest finden sich die Reste eines Ringforts aus dem frühen Mittelalter mit Siedlungsspuren aus der Eisenzeit (3. und 2. Jahrhundert v. Chr.), genannt „The Black Spout“.
Die geschichtlichen Ursprünge von Pitlochry gehen auf das Jahr 208 n. Chr. zurück, als der römische Kaiser Septimius Severus an den Moray Firth vorstieß und zum Schutz der Truppe auch in den Seitentälern Kastelle errichtete. Die Pikten errichteten einen Symbolstein (Dunfallandy Stone) in dem dort später entstandenen, ursprünglich selbständigen Ort, dessen Kirche, Moulin Kirk, bereits 1180 genannt wird. 1511 wurde Moulin zum Burgh ernannt.
Der Ort Pitlochry selbst entstand, nachdem General George Wade ab 1725 eine Straße durch den Ort bauen ließ, um nach den Jakobiten-Aufständen von 1715 die ländlichen Bereiche Schottlands zu erschließen. 1842 besuchte Königin Victoria das nahe gelegene Blair Castle. Damit steigerte sich der Bekanntheitsgrad des Ortes.
1863 wurde eine Bahnstation eingerichtet, und Pitlochry wurde zu einem beliebten Touristenziel. Folgend entstand das Atholl Palace Hotel als bis heute bestehendes Wahrzeichen der Gegend. 1947 wurde Pitlochry zum Bezirk (Burgh) ernannt. Im gleichen Jahr wurde mit der Errichtung einer Staumauer zur Gewinnung von Energie aus Wasserkraft begonnen. Die Staumauer staut den Fluss Tummel zum Loch Faskally auf und verfügt über eine 311 m lange Lachsleiter. Loch Faskally und die Fischtreppe zählen zu den bekanntesten Touristenattraktionen. 1951 wurde das Pitlochry Festival Theatre eröffnet, welches ursprünglich in einem Zelt spielte. Das heutige Theatergebäude stammt von 1981.
Der Ort war 2003 ein Gewinner des Gartenbauwettbewerbs „Britain in Bloom“ in der Kategorie Small Country Town.
Neben dem Theater und dem Wasserkraftwerk besitzt Pitlochry heute zwei Whiskybrennereien (Edradour (außerhalb) und Blair Athol (an der Hauptstraße)) sowie eine Kleinbrauerei.

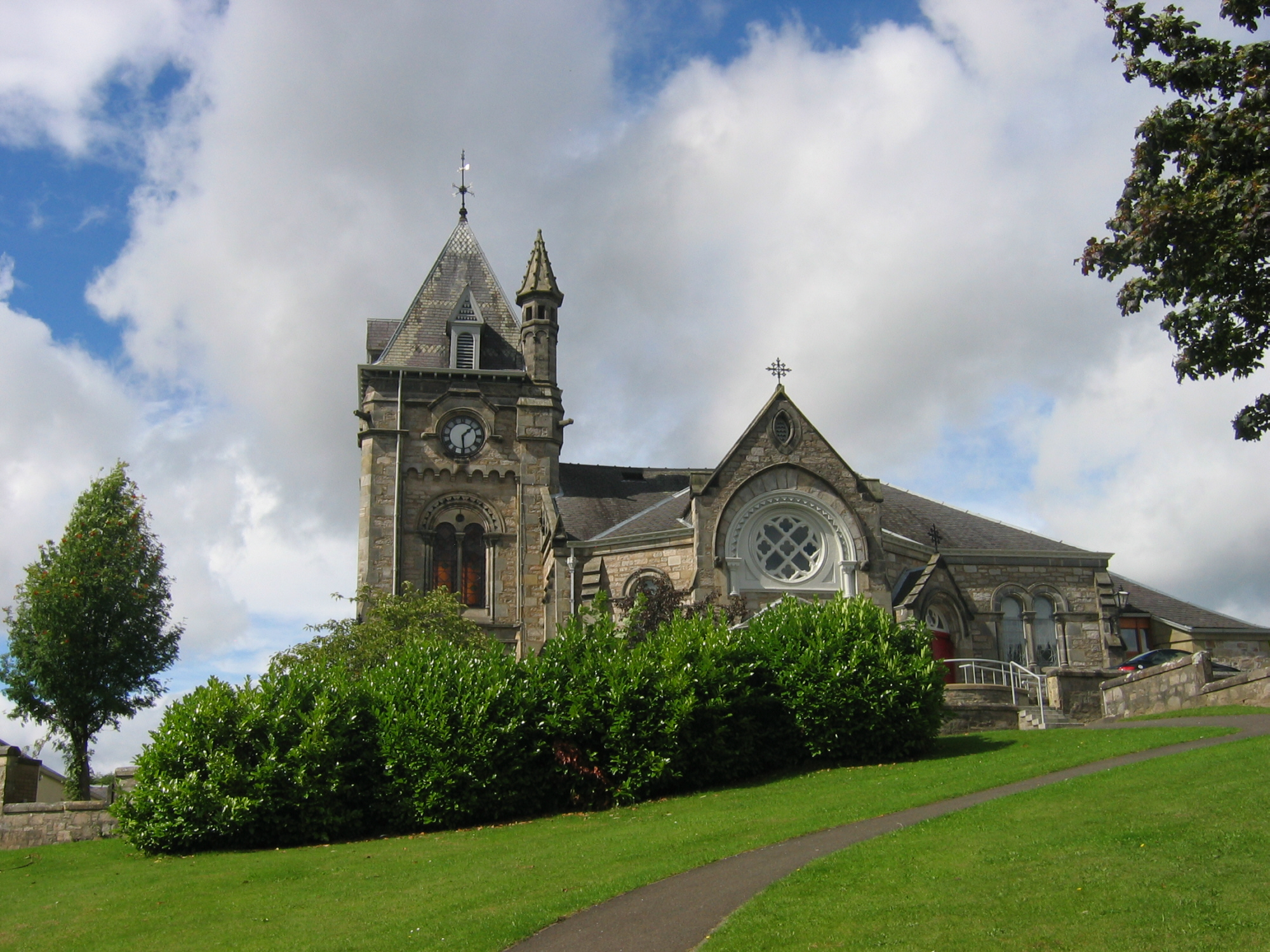
Pitlochry Parish Church
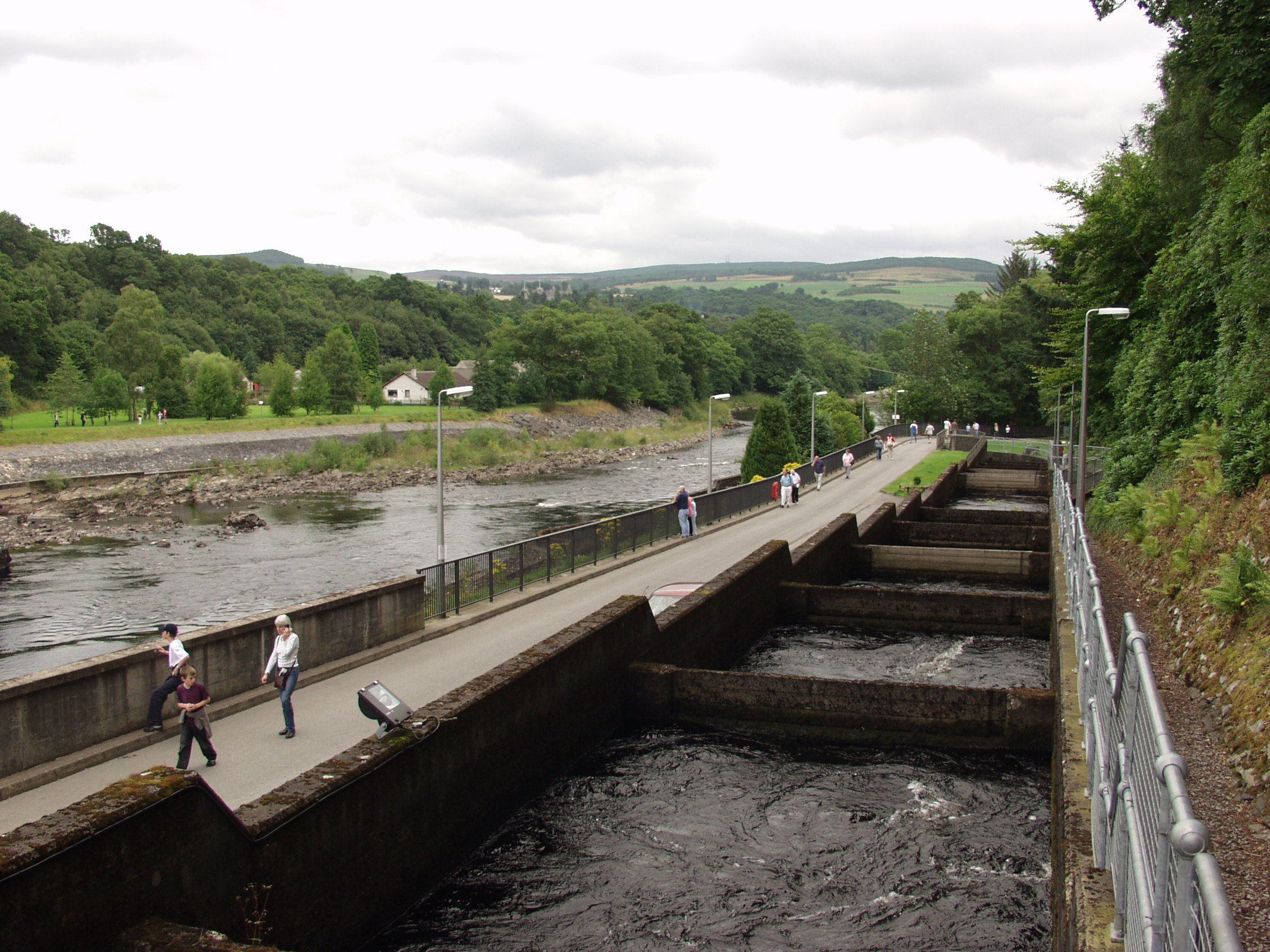
Fischtreppe in Pitlochry
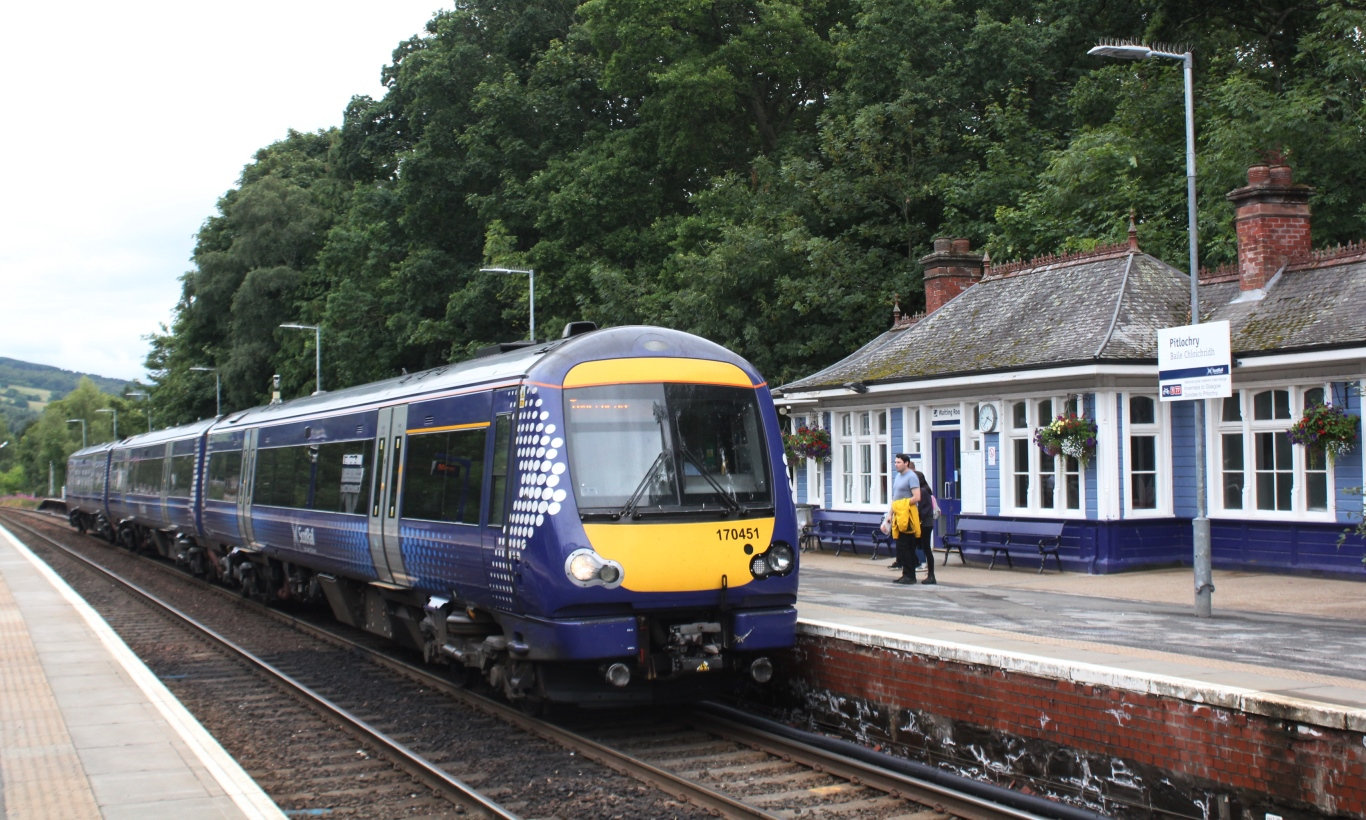
Bahnhof Pitlochry
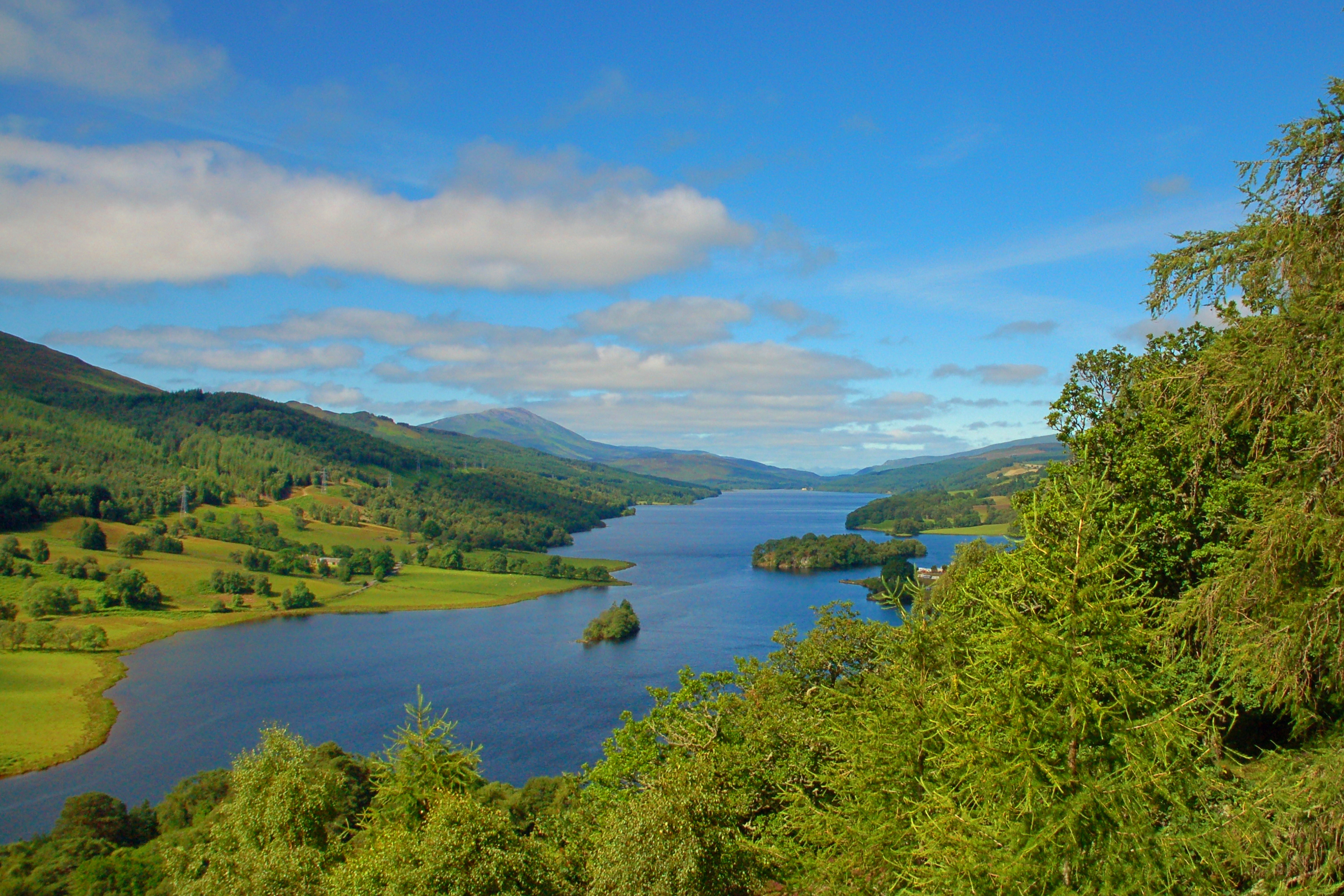
Queen’s View bei Pitlochry auf den Loch Tummel

## Verkehr
Durch Pitlochry führt die A9 (Inverness–Perth). Seit 1863 verfügt die Ortschaft über den Bahnhof Pitlochry, der von Zügen auf der Highland Main Line sowie dem Caledonian Sleeper bedient wird.

## Sonstiges
Nach dem Ort benannt war die Pitlochry, eine stählerne Viermastbark, die 1894 von Alexander Stephen and Sons unter der Baunummer 96 in Dundee, Schottland, gebaut wurde. Sie fuhr für die deutsche Reederei F. Laeisz als einer ihrer Flying P-Liner bis zu ihrem Untergang 1913 nach einer Kollision mit einem Dampfschiff.